# Солнцев Верх
Солнцев Верх — упразднённый в 1967 году хутор в Солнцевском районе Курской области России. Входил в состав Зуевского сельсовета. Ныне урочище.

## География
Хутор находился на юго-востоке центральной части Курской области, в лесостепной зоне.

### Климат
Климат характеризуется как умеренно континентальный. Среднегодовая температура составляет 5,3 °C. Средняя температура воздуха самого тёплого месяца (июля) — 19,4 °C (абсолютный максимум — 40 °C); самого холодного (января) — −9 °C (абсолютный минимум — −35 °C). Безморозный период длится около 150 дней в году. Среднегодовое количество атмосферных осадков составляет 530 мм, из которых около 300 мм выпадает в период с апреля по октябрь. Снежный покров образуется в первой декаде декабря и держится в течение 110—120 дней.

## История
Находился при фашистской оккупации. Весной 1942 года у
хутора Солнцев-Верх прошёл бой партизан с фашистами:81.
С февраля 1943 года, после освобождения района, на территории Зуевского сельсовета действовали: с. Зуевка, х. Красная Плота, х. Солнцев Верх.
В августе 1967 года исключён из учётных данных 

## Инфраструктура
Личное подсобное хозяйство с зоной сельскохозяйственного использования, индивидуальная застройка усадебного типа.

## Транспорт
Хутор был доступен по просёлочной дороге.  